# Gawron (nazwisko)
Gawron – polskie nazwisko pochodzące od ptaka gawrona. Na początku lat 90. XX w. w Polsce nosiło je ponad 10.000 osób i znajdowało się ono na 364. miejscu na liście najbardziej popularnych nazwisk.
Znane osoby o nazwisku Gawron:
- Leszek Gawron – polski piłkarz
- Marcin Gawron – polski tenisista